# Kap Verde
Kap Verde (portugisisk: Cabo Verde), navngivet efter Cap Vert, er en øgruppe og selvstændig republik i Atlanterhavet, beliggende 575-878 km ud for Afrikas vestkyst vest og vestnordvest for Dakar i det nordlige Senegal og vest for (de nordlige øer Ilhas de Barlavento, på engelsk Windward Islands, som ligger på en sydligere breddegrad end Kap Verde) Mauretanien. Hovedstaden Praia mod syd (de sydlige øer Ilhas de Sotavento, på engelsk Leeward Islands, som Kap Verde ligger 3700-4000 km stik øst for) ligger næsten 648 km stik vest for Dakar, idet Dakar befinder sig på en anelse sydligere breddegrad end alle Kap Verde-øerne. Navnet betyder "grønt forbjerg". En anden tidligere portugisisk koloni Guinea-Bissau ligger syd for Senegal over 750 km (Bissau 885 km) sydøst for den sydlige øgruppe Sotavento. Kap Verde udgør den sydlige del af økoregionen Makaronesien.
De dengang ubeboede øer blev opdaget af portugiserne under de store opdagelsesrejser i midten af det 15. århundrede og blev senere brugt som knudepunkt for den portugisiske slavehandel. Kap Verde blev selvstændig i 1975 efter nellikerevolutionen i Portugal den 25. april 1974. Kap Verdes største by er hovedstaden Praia, der ligger på øen São Tiago, som samtidig er Kap Verdes mest folkerige ø.
Der var 561.901 indbyggere i 2021.

## Historie

### Opdagelsen af øerne
Den portugisiske prins Henrik Søfareren (Infante D. Henrique, o Navegador) engagerede den venetianske kaptajn og opdagelsesrejsende Alvise Cadamosto til at udforske atlanterhavskysten af Afrika. På Cadamostos anden færd i 1456 opdagede han flere af Kap Verdes øer.
Da Cadamosto og hans mænd ankom til Kap Verde, var øerne ubeboede, og på vegne af den portugisiske krone gjorde han krav på øgruppen. I det påfølgende årti udforskede kaptajnerne Diogo Dias og António Noli resten af øgruppen på vegne af Henrik Søfareren.

### Portugisisk kolonisering og den første europæiske bosætning i troperne
Øerne er opkaldt efter halvøen Cap Vert i Senegal, som blev opdaget af portugiseren Dinis Dias i 1444. Da portugiserne i årene efter opdagede øerne i Atlanterhavet ud for Cap Vert, fik de navn efter denne halvø (på portugisisk Cabo Verde). I 1462 kom de til øen São Tiago (Santiago) for at grundlægge byen Ribeira Grande (nu Cidade Velha). Ribeira Grande var den første permanente europæiske bosætning i troperne.

### Slavehandel
På grund af sin beliggenhed ud for Afrikas vestkyst, som var strategisk i forhold til handelsruten mellem Afrika, Europa og den nye verden, blev Kap Verde en vigtig havn og knudepunkt for slavehandelen.
Øgruppens økonomiske vækst som følge af slavehandelen tiltrak sig pirater, herunder Sir Francis Drake fra England. Drake plyndrede Riberia Grande (nu Cidade Velha) i 1582 og 1585. Efter et fransk angreb i 1712 mistede Riberia Grande sin betydning i forhold til Praia, som blev hovedstad i 1770.

### Nedgangstider
I 1747 blev øerne ramt af den første af mange tørkeperioder, som siden dengang har ramt øerne med omtrent fem års mellemrum. Forholdene blev forværret på grund af afskovning og overgræsning . Tre større tørkeperioder i det 18. og det 19. århundrede førte til, at over 100.000 personer sultede ihjel. De portugisiske koloniherrer sendte kun meget lidt hjælp til øboerne under tørkeperioderne.
Fra midten af det 19. århundrede afskaffede flere lande slavehandelen, noget som påvirkede Kap Verdes økonomi i negativ retning. Velstanden, som havde været stigende under slavehandelstiden, forværredes gradvis. Tørkeperioderne og økonomiske nedgangstider gjorde, at mange kapverdere emigrerede til New England i slutningen af det 19. århundrede.

### 2. verdenskrig
Perioden under 2. verdenskrig blev ekstra tung for øerne, da de blev ramt af tørkeperioder med efterfølgende hungersnød, vulkanudbrud og en stærk tilbagegang i skibstrafikken. Dette førte til at økonomien kollapsede, og som tidligere var hjælpen fra kolonimagten begrænset, og mange tusinder døde af sult.

### Uafhængighed fra Portugal
I perioden 1910-25 havde Portugal 40 forskellige regeringer samt 18 revolutioner og kupforsøg, og i 1926 skete det sidste af en lang række militærkup i Portugal. Landet blev et højreorienteret diktatur, som betragtede kolonierne som et middel til at øge landets velstand, og at disse måtte udvikles i Portugals og portugisernes interesse. Flere tilfælde af hungersnød, høj arbejdsløshed og fattigdom samt de portugisiske koloniherrers manglende evne til at løse problemerne medførte øget modstand mod kolonimagten i befolkningen. 
Men Portugals diktator António de Oliveira Salazar ville ikke give slip på kolonierne så let som briterne og franskmændene havde gjort. Efter 2. verdenskrig holdt Portugal fast på sine kolonier, der fra 1951 blev omtalt som oversøiske territorier. De fleste afrikanske kolonier opnåede uafhængighed i perioden 1957-64, men ikke de portugisiske. 
Det afrikanske parti for Guinea-Bissau og Kap Verdes uafhængighed (Partido Africano da Independência da Guiné e Cabo Verde – PAIGC) blev stiftet i 1956 af Amílcar Cabral. Efter tre års forberedelser var det klar med sin første aktion, som markerede starten på en femten år lang befrielseskrig for Kap Verde og Portugisisk Guinea. Det skete 3. april 1959 i forbindelse med strejken i Pijuguitihavnen i Porto de Bissau i Portugisisk Guinea. Kolonipolitiet (P.I.D.E) slog ned på strejken og åbnede ild mod de strejkende havnearbejdere, og 50 personer omkom. Foruden lokale kræfter deltog også 10.000 sovjetiske og 35.000 portugisiske soldater i den efterfølgende frihedskrig, der skulle vise sig at blive den længstvarende af de afrikanske befrielsekrige. 
I april 1974 blev fascistregimet i Portugal afsat i et militærkup kaldet nellikerevolutionen. Det nye regime overførte magten i Kap Verde til en overgangsregering, og i 1975 fik republikken Kap Verde fuld uafhængighed med Aristides Pereira fra PAICV som præsident. Pereira lovede at lede en demokratisk og socialistisk nation, da han blev valgt til præsident, men han forværrede i stedet landets økonomiske situation og forfulgte dissidenter af regimet. Kap Verde blev nu til en etpartistat, og landet indgik alliancer med lande som Folkerepublikken Kina og Libyen. Etpartistyret varede til 1990.

### Forsøg på union med Guinea-Bissau
Efter uafhængigheden prøvede PAIGC at forene Kap Verde og Guinea-Bissau til en nation. PAIGC kontrollerede regeringen i begge lande, men et kup i Guinea-Bissau i 1980 satte en stopper for planerne. I Kap Verde styrede PAICV (associeret med PAIGC) helt frem, til der i 1991 blev afholdt valg, som resulterede i et regeringsskift. PAICV blev genvalgt i 2001.

### Demokratisering
På baggrund af øget pres for større politisk frihed indkaldte PAICV parlamentet til et hastemøde i februar 1990 for at diskutere ændringer i konstitutionen med henblik på at afvikle etpartistyret. Oppositionsgrupperne samlede sig i hovedstaden Praia for at danne Bevægelsen for demokrati (Movimento para a Democracia – MpD) i april 1990, hvor målet var at kunne stille op til præsidentvalget i december 1990. 
Etpartistyret blev afskaffet 28. september 1990, og det første flerpartivalg til parlamentet blev afholdt i januar 1991. MpD fik flertal i parlamentet, og MpD's præsidentkandidat Antonio Mascarenhas Monteiro slog PAICV's kandidat med 73,5 % af stemmerne. Monteiro afløste landets første præsident, Aristides Pereira, som havde haft magten siden 1975.
Ved det næste valg i december 1995 øgedes tilslutningen til MpD yderligere, hvor partiet fik 50 af de 72 sæder i nationalforsamlingen, og efterfølgende blev MpD's præsidentkandidat genvalgt ved præsidentvalget i februar 1996.
Ved præsidentvalget i 2001 kæmpede to tidligere statsministre om hvervet, Pedro Pires og Carlos Veiga. Pires var statsminister under PAICV's regime, mens Veiga var statsminister i størstedelen af Monteiros præsidentperiode. Præsidentvalget blev en politisk gyser, hvor Pires vandt med blot 17 stemmer.

## Politik

### Styreform
Kap Verde er et parlamentarisk demokrati med et flerpartisystem, hvor statsministeren er regeringschefen. Statsministeren bliver valgt af nationalforsamlingens 72 medlemmer (Asembleia Nacional) og indsat af præsidenten. Statsministeren udpeger regeringens ministre. Regeringen og nationalforsamlingen har til sammen den lovgivende magt, mens den dømmende magt, domstolene, er uafhængige heraf.
Kap Verdes forfatning blev vedtaget i 1980 og revideret i 1992. Der bliver afholdt valg af præsident, der sidder i en femårsperiode. Medlemmerne af nationalforsamlingen vælges ved almindeligt valg, og de nominerer statsministeren, der formelt udpeges af præsidenten. De udnævner endvidere dommerne i højesteret sammen med statsministeren og præsidenten.
Efter uafhængigheden i 1975 etablerede Det afrikanske parti for Guinea-Bissau og Kap Verdes uafhængighed (PAIGC) et etpartisystem. Partiet skiftede navn til Det afrikanske parti for Kap Verdes uafhængighed (PAICV) i 1980, da Kap Verde ville løsrive sig fra Guinea-Bissau på grund af uroligheder i Guinea-Bissau.
I 1991 gav PAICV efter for presset om at indføre flerpartivalg, og det første blev vundet af Bevægelsen for demokrati (MpD). MpD fik flertallet i nationalforsamlingen og gik sejrende ud af præsidentvalget. I 2001 vandt PAICV præsidentvalget og fik flertallet i nationalforsamlingen.
Kap Verde er et stabilt demokrati, og valgene bliver anset som frie og retfærdige. Landet har en fri presse og et velfungerende retsvæsen.

### Nationalforsamlingen
Kap Verdes første nationalforsamlingsvalg fandt sted i juni 1975. Fra starten kunne kun medlemmer af PAIGC stille op. Fra valget i 1985, hvor antallet af pladser blev udvidet til 83 kunne uafhængige kandidater stille op, dog kun hvis de var godkendt af PAICV.
I 1990 blev Kap Verde et af de første lande i Afrika, som afskaffede etpartistyret og indførte demokrati. Antallet af pladser var da på 79, hvilket blev reduceret til 72 i 1995. 
Herunder ses fordelingen på partier af pladser i parlamentet ved valgene fra 1995 og frem.
| Parti                                                    | 17. december 1995 | 14. januar 2001 | 22. januar 2006 |
| -------------------------------------------------------- | ----------------- | --------------- | --------------- |
| Det afrikanske parti for Kap Verdes uafhængighed (PAICV) | 50                | 40              | 41              |
| Bevægelsen for demokrati (MpD)                           | 20                | 30              | 29              |
| Det Demokratiske Parti/Demokratialliancen                | 1                 | 2               | 2               |

### Partier
Kap Verde har tre store politiske partier:
- Det afrikanske parti for Kap Verdes uafhængighed (Partido Africano da Independência de Cabo Verde, PAICV)
- Bevægelsen for demokrati (Movimento para a Democracia, MpD)
- Demokratialliancen for forandring (Aliança Democrática para a Mudança, ADM)

### Kommuner
Kap Verde er administrativt opdelt i 17 kommuner (portugisisk: concelhos):
| Kommune        | Administrationscenter | Ø           |
| -------------- | --------------------- | ----------- |
| Paúl           | Vila das Pombas       | Santo Antão |
| Porto Novo     | Porto Novo            | Santo Antão |
| Ribeira Grande | Ribeira Grande        | Santo Antão |
| São Vicente    | Mindelo               | São Vicente |
| São Nicolau    | Ribeira Brava         | São Nicolau |
| Sal            | Espargos              | Sal         |
| Boa Vista      | Sal Rei               | Boa Vista   |
| Maio           | Vila do Maio          | Maio        |
| Praia          | Praia                 | Santiago    |
| Santa Catarina | Assomada              | Santiago    |
| Santa Cruz     | Vila de Pedra Badejo  | Santiago    |
| São Domingos   | São Domingos          | Santiago    |
| São Miguel     | Calheta de São Miguel | Santiago    |
| Tarrafal       | Tarrafal              | Santiago    |
| São Filipe     | São Filipe            | Fogo        |
| Mosteiros      | Vila de Pedra Badejo  | Fogo        |
| Brava          | Vila Nova Sintra      | Brava       |

## Geografi

### Øer
Øgruppen Kap Verde består af 10 hovedøer og 8 mindre øer, som er inddelt i to øgrupper: Barlaventos (nordlige øgruppe) og Sotaventos (sydlige øgruppe). 
| Ø           | Indbyggertal ø | Hovedby          | Indbyggertal by | Areal   | Højeste punkt              | Øgruppe    |
| ----------- | -------------- | ---------------- | --------------- | ------- | -------------------------- | ---------- |
| Boa Vista   | 3.353          | Sal Rei          | 2.500           | 620 km² | Monte Estancia (387 moh)   | Barlavento |
| Razo        | ubeboet        |                  |                 |         |                            | Barlavento |
| Santo Antão | 47.124         | Ribeira Grande   | 2.550           | 779 km² | Topo de Coroa (1.979 moh)  | Barlavento |
| São Vicente | 67.163         | Mindelo          | 62.970          | 227 km² | Monte Verde (774 moh)      | Barlavento |
| Santa Luzia | ubeboet        |                  |                 | 35 km²  | Monte Grande (395 moh).    | Barlavento |
| São Nicolau | 12.864         | Ribeira Brava    | 4.892           | 388 km² | Monte Gordo (1.312 moh)    | Barlavento |
| Sal         | 14.451         | Espargos         | 5.877           | 216 km² | Monte Vermelho (406 moh)   | Barlavento |
| Maio        | 5.435          | Vila do Maio     | 1.561           | 269 km² | Monte Penoso (436 moh)     | Sotavento  |
| Santiago    | 240.000        | Praia            | 113.664         | 991 km² | Pico d'Antónia (1.394 moh) | Sotavento  |
| Fogo        | 37.409         | São Filipe       | 5.615           | 476 km² | Pico do Fogo (2.829 moh)   | Sotavento  |
| Brava       | 7.000          | Vila Nova Sintra | 1.500           | 64 km²  | Monte Fontainhas (976 moh) | Sotavento  |

Alle øerne er vulkanske, og en aktiv vulkan findes på den ene ø, Fogo ("Pico de Fogo" – Ildbjerget). De seneste udbrud var i 1951, 1995 og 2014.

### Byer
Størstedelen af Kap Verdes befolkning bor i hovedstaden Praia eller på øen Santiago. I alt 55 % af befolkningen (265.066 pr. 2005) bor på denne ø.
Liste over Kap Verdes ti største byer:
| Byer og byområder på Kap Verde |                       |                   |                   |              |              |                           |
| Rang                           | By eller byområde     | Indbyggertal      | Indbyggertal      | Indbyggertal | Indbyggertal | Kommune                   |
| Rang                           | By eller byområde     | Folketælling 1990 | Folketælling 2000 | 2003         | Data 2005    | Kommune                   |
| 1.                             | Praia                 | 61.644            | 94.757            | 101.000      | 113.364      | Praia                     |
| 2.                             | Mindelo               | 47.109            | 62.970            | 67.100       | 70.611       | São Vicente               |
| 3.                             | Santa Maria           | 13.430            | 13.220            | 14.100       | 17.231       | Sal                       |
| 4.                             | Pedra Badejo          | 5.302             | 8.492             | 9.100        | 9.488        | Santa Cruz                |
| 5.                             | São Filipe            | 5.616             | 7.984             | 8.500        | 8.189        | São Filipe                |
| 6.                             | Assomada              | 3.414             | 7.095             | 7.600        | 7.927        | Santa Catarina            |
| 7.                             | Tarrafal              | 3.626             | 5.785             | 6.200        | 6.463        | Tarrafal                  |
| 8.                             | Espargos              | 5.578             | -                 | -            | 6.173        | Sal                       |
| 9.                             | Porto Novo            | 4.867             | 5.532             | 5.900        | 5.580        | Porto Novo på Santo Antão |
| 10.                            | Calheta de São Miguel | -                 | 4.884             | 5 200        | 5.457        | São Miguel                |

### Klima
| Måned     | Temperatur | Nedbør (mm) |
| --------- | ---------- | ----------- |
| Januar    | 24 °C      | 5,3 mm      |
| Februar   | 24 °C      | 3,8 mm      |
| Marts     | 25 °C      | 1,3 mm      |
| April     | 25 °C      | 0,0 mm      |
| Maj       | 25 °C      | 0,0 mm      |
| Juni      | 26 °C      | 0,0 mm      |
| Juli      | 27 °C      | 0,8 mm      |
| August    | 29 °C      | 14,1 mm     |
| September | 29 °C      | 33,6 mm     |
| Oktober   | 29 °C      | 6,5 mm      |
| November  | 27 °C      | 2,5 mm      |
| December  | 25 °C      | 1,6 mm      |

## Økonomi
Kap Verde er en lille nation, som mangler resurser og har oplevet store kriser og mangel på vand (landet har ingen ferskvandskilder). Landbrug er vanskelig på grund af mangel på regn og begrænset til kun fire af øerne i det meste af året. Størstedelen af landets BNP stammer fra serviceindustrien. Kap Verdes økonomi har været stærkt stigende siden slutningen af 1990'erne, og landet har nu en gennemsnitlig levestandard. Kap Verde har tætte bånd til Portugal på det økonomiske plan og har knyttet sin valuta op mod den portugisiske escudo, siden 1999 til euro.
Den tidligere portugisiske statsminister José Manuel Durão Barroso, der i 2004 blev præsident for Europa-Kommissionen, har lovet at hjælpe Kap Verde til at blive bedre integreret med EU via et udvidet samarbejde med Portugal. I marts 2005 opfordrede den tidligere portugisiske præsident Mário Soares EU om at indlede medlemskabssamtaler med Kap Verde, hvilket dog ikke er blevet taget til følge.
| Økonomiske nøgletal         | Værdi          | % af BNP | År, kilde                            |
| --------------------------- | -------------- | -------- | ------------------------------------ |
| BNP                         | 1,12 mrd US$   |          | 2006, UN Statistics (unstats.un.org) |
| BNP (vækst) (Verdensbanken) | 5,45 %         |          | 2005, UNDP Database                  |
| Industriproduktion          | 5,5 %          |          | 2006, UN Statistics (unstats.un.org) |
| Forbrugspriser              | 7,5 %          |          | 2006, UN Statistics (unstats.un.org) |
| Renter 3 md.                |                |          |                                      |
| Arbejdsløshed               |                |          |                                      |
| Handelsbalance              | -0,39 mia. US$ |          | 2006, UN Statistics (unstats.un.org) |
| Betalingsbalance            | -0,03 mia. US$ |          | 2005, UNDP Database                  |
| Udviklingshjælp             | 0,16 mia. US$  |          | 2005, UNDP Database                  |
| BNP pr. indb.               | 2.048 US$      |          | 2005, UNDP Database                  |

### Handelspartnere
| Land             | Eksportandel 2004 | Eksportandel 2006 (WTO) | Importandel 2004 | Importandel 2006 (WTO) |
| ---------------- | ----------------- | ----------------------- | ---------------- | ---------------------- |
| EU               | n.a.              | 60,7 %                  |                  | 77,6 %                 |
| – Portugal       | 62,5 %            |                         | 43,2 %           |                        |
| – Storbritannien | 11,3 %            |                         |                  |                        |
| – Nederland      |                   |                         | 8,7 %            |                        |
| Brasilien        |                   | < 2,0 %                 |                  | 6,4 %                  |
| Elfenbenskysten  |                   | 26,4 %                  |                  | < 1,1 %                |
| Senegal          |                   | 2,7 %                   |                  | < 1,1 %                |
| Japan            |                   | < 2,0 %                 |                  | 4,0 %                  |
| USA              | 15,8 %            | < 2,0 %                 | 12,5 %           | 2,0 %                  |
| Kina             |                   | < 2,0 %                 |                  | 2,0 %                  |
| Andre lande      | 10,4 %            |                         | 35,6 %           |                        |

Kilde 2006: WTO Trade Profiles (stat.wto.org)

## Befolkning
De fleste indbyggere på Kap Verde er mulatter, der er efterkommere af hvide portugisiske nybyggere og sorte afrikanske slaver. Europæiske forfædre inkluderer også spanske og italienske sømænd, som fik tildelt land på øerne af Portugal, samt portugisiske jøder, som flygtede fra inkvisition. I tillæg har Kap Verde hollændere, englændere, franskmænd, arabere, amerikanere, brasilianere, kinesere fra Macau og jøder fra Libanon og Marokko. Alle disse indgår i det, som omtales som mestiçobefolkningen, det vil sige personer med både europæisk og ikke-europæisk herkomst.
De fleste portugisere flyttede fra Kap Verde i forbindelse med landets selvstændighed i 1975.
Der bor flere kapverdere uden for landet end i Kap Verde selv. Der er store kapverdiske samfund i USA (500.000), Portugal (80.000) og Angola (45.000). Der er også et større antal kapverdere i São Tomé og Príncipe, Senegal, Brasilien, Guinea-Bissau, Frankrig, Spanien og i Nederland.

### Alderssammensætning
| Aldersgruppe    | Andel  | Mænd    | Kvinder |
| --------------- | ------ | ------- | ------- |
| 0-14 år:        | 38,9 % | 82.249  | 80.752  |
| 15-64 år:       | 54,3 % | 110.119 | 116.816 |
| 65 år og ældre: | 6,8 %  | 10.599  | 17.689  |

Tallene er 2005-estimater

### Levealder
|                   | Levealder |
| ----------------- | --------- |
| Hele befolkningen | 70,45 år  |
| Mænd              | 67,13 år  |
| Kvinder           | 73,86 år  |

Tallene er 2005-estimater

### Befolkningsgrupper og religion
| Befolkningsgrupper:     |      |
| Kreoler (mulatter)      | 71 % |
| Afrikanere              | 28 % |
| Europæere (portugisere) | 1 %  |

De fleste indbyggere (93,2 %) tilhører Den katolske kirke, men troen er påvirket af lokale traditioner. 6,8 % af indbyggerne er protestanter.
De første katolske præster kom til øerne i 1462. Fransiskanerne kom i 1466, og i 1532 blev der oprettet et bispedømme, Santiago de Cabo Verde, som også omfattede Afrikakysten mellem Gambiafloden og Kap Palmas. Jesuitterne virkede der mellem 1604 og 1642, og i 1656 kom de første kapucinere. I dag (2006) er de fleste af præsterne enten kapverdere eller goanesere. Et nyt bispedømme, Mindelo, blev oprettet i 2003 og omfatter den nordlige ørække (Barlavento). 
Protestanterne udgør en lille minoritet. De fleste er nazarenere, som indledte sit missionsarbejde der i 1903. Adventisterne etablerede en kirke på øerne i 1935.

### Sprog
Kap Verdes officielle sprog er portugisisk og det sprog, som bliver brugt i skoleundervisningen, administration og medier. I det daglige er kreolsk, der indeholder en blanding af portugisiske og vestafrikanske ord, udbredt. Der findes mange varianter af kreolsk på Kap Verde, og forskellen mellem varianterne kan være betydelig mellem hver enkel ø. Hovedskellet er mellem de sydlige (Sotavento) og nordlige (Barlavento) dialekter.
Næsten hele ordforrådet stammer fra portugisisk, men grammatikken har mange fællestræk med andre kreolsprog. Verber bøjes ikke i person, og der er få uregelmessige verber. Dialekten på São Vicente er nærmest portugisisk, og bádiu fra det indre af Santiago er mere som Guinea-Bissau-kreolsk. Kapverdiansk har mange lighedstræk med papiamento på de Nederlandske Antiller.
Det er efter selvstændigheden kommet en del litteratur på de forskellige kreolske dialekter, specielt på bádiu, som bliver talt på hovedstadsøen Santiago og São Vicente. Kreolsprogets prestige er steget, og en organisation (ALUPEC) arbejder på at gøre Santiagos version af kreolsk til landets officielle sprog. Forskellen mellem de kreolske dialekter på de forskellige øer har imidlertid været en stor hindring for en ændring. Tradition og det forhold, at eliten behersker portugisisk, er andre hindringer.

## Kultur
Kap Verdes kultur reflekterer landets portugisiske og afrikanske rødder. Kendte musikformer er morna, koladera, funana (Santiago), batuku (Santiago), finason (Santiago), mazurka, valza (vals), kontradanza og lundum (Boa Vista). Koladera har fået moderniserede former, som kola-zouk, zouk love og pasada. Morna er en kapverdisk musikform i samme genre som portugisisk fado, brasiliansk modinha og argentinsk tango. Teksterne er som regel på kreolsk, og instrumenterne, som bliver brugt, er klarinet, cavaquinho, harmonika, ferrinho (en metalstang man skraber på med en ske eller kniv, for at holde rytmen i funana), violin, piano, cimboa (en enstrenget violin), skarptrommer (brugt i tabanka-optog), konkylier (brugt i tabanka-optog) og guitar. Kizomba er blevet populært på øerne de seneste år, men er oprindeligt en angolansk musikstil.
Hver af Kap Verdes ni øer har sin favorit blandt de forskellige stilarter. Mest afrikansk indflydelse finder man på Sotavento, øgruppen i syd, hvor funana, batuku, finason og koladera dominerer. I Barlavento, øgruppen i nord, dominerer den europæiske påvirkning. Her findes blandt andet morna, vals, mazurka og kontradanza. Lundum er i dag så godt som forsvundet, men kan fortsat opleves ved private fester. 
Den kendte jazzmusiker Horace Silver er halvt kapverdisk. Hans hit Cape Verdean Blues fra 1965 er den eneste med klar reference til barndomshjemmet, hvor faren og hans venner jammede med udgangspunkt i traditionelle sange. Ellers finder man kapverdere i både Duke Ellingtons orkester og Machitos latinske orkester.
Mest kendt er måske sangerinden Cesária Évora, der blandt andet har gæstet Danmark flere gange. Sangen "Petit Pais" refererer til flere af de ovennævnte musikgenrer på Kap Verde.

## Turisme
I de senere år er der opstået en del turisme på øen Sal, hvor den internationale lufthavn, Amílcar Cabral International Airport, også ligger. Øen er flad og gold, men har lange sandstrande langs sydkysten. Passatvinden og de meget stejle vulkanske øer gør stedet ideelt til surfing og vindsurfing, der også er en væsentlig del af kernen i turismen på Sal. Den lokale befolkning på Sal er meget begrænset. På de øvrige øer er turismen meget begrænset. Her kan sproget udgøre en barriere, da kun få taler engelsk.

## Samfærdsel
Mindelo, Praia og Tarrafal er Kap Verdes tre havnebyer. 
Kap Verde har 1.100 km vej, hvor 858 km er asfalteret. Der findes ingen jernbaner.
Kap Verde har syv lufthavne:
| Ø           | By            | ICAO | IATA | Lufthavn                                 |
| Boa Vista   | Sal Rei       | GVBA | BVC  | Rabil lufthavn                           |
| Fogo        | São Filipe    | GVSF | SFL  | São Filipe lufthavn                      |
| Maio        | Vila do Maio  | GVMA | MMO  | Maio lufthavn                            |
| Sal         | Espargos      | GVAC | SID  | Amílcar Cabral International Airport     |
| Santiago    | Praia         | GVFM | RAI  | Francisco Mendes internationale lufthavn |
| São Nicolau | Ribeira Brava | GVSN | SNE  | Preguiça lufthavn                        |
| São Vicente | Mindelo       | GVSV | VXE  | Cesária Évora Airport                    |

Kap Verdes lokale flyselskab Cabo Verde Airlines (TACV)  blev i 2017 afløst af Binter Airlines, hjemmehørende på Kanarieøerne, på alle indenrigsflyvninger. TACV opererer stadig med ruter til udlandet.

### Myndighederne
- Myndighedernes officielle hjemmeside (portugisisk)
- Præsidentens officielle hjemmeside Arkiveret 13. juli 2011 hos  Wayback Machine (portugisisk)

### Informationssider
- Globalis.dk: Side om Kap Verde, drevet af FN Arkiveret 27. marts 2009 hos  Wayback Machine (dansk)/(norsk)
- Profilside om Kap Verde (BBC News) (engelsk)
- Side om Kap Verde Arkiveret 31. august 2020 hos  Wayback Machine (CIA World Factbook) (engelsk)
- Kronologisk oversigt over Kap Verdes historie Arkiveret 19. februar 2006 hos  Wayback Machine (engelsk)
- Nationmaster.com: Side om Kap Verde (engelsk)

### Turisme
- Billeder fra Kap Verde Arkiveret 24. juni 2019 hos  Wayback Machine (engelsk) (italiensk) (spansk) (portugisisk)
- Kap Verde Overview Arkiveret 11. august 2006 hos  Wayback Machine
- Kap Verde – Morabeza (engelsk)
- República de Cabo Verde Officielt regeringswebsite (portugisisk)
- Præsentation samt videoer af Kap Verde som turistmål (dansk)
- Den aktuelle vejrudsigt for Kap Verde (dansk)

15°18′N 23°42′V / 15.3°N 23.7°V